# West Newton (Pensilvania)
West Newton es un borough ubicado en el condado de Westmoreland, Pensilvania, Estados Unidos. Tiene una población estimada, a mediados de 2022, de 2621 habitantes.

## Geografía
La localidad está ubicada en las coordenadas 40°12′26″N 79°46′16″O / 40.20722, -79.77111 (40.207171, -79.771196).

## Demografía
Según el censo de 2000, en ese momento los ingresos medios de los hogares de la localidad eran de $25,912 y los ingresos medios de las familias eran de $41,063. Los hombres tenían ingresos medios por $36,386 frente a los $22,727 que percibían las mujeres. Los ingresos per cápita para la localidad eran de $16,406. Alrededor del 10.5% de la población estaba por debajo del umbral de pobreza.
De acuerdo con la estimación 2017-2021 de la Oficina del Censo, los ingresos medios de los hogares de la localidad son de $39,950 y los ingresos medios de las familias son de $53,371. Alrededor del 16.4% de la población está por debajo del umbral de pobreza.